# John Johnson (cestista)
John Howard Getty Johnson (Carthage, 18 ottobre 1947 – San Jose, 7 gennaio 2016) è stato un cestista statunitense, professionista nella NBA.

## Carriera
Venne selezionato dai Cleveland Cavaliers al primo giro del Draft NBA 1970 (7ª scelta assoluta).

## Palmarès
- NCAA AP All-America Third Team (1970)
- Campionato NBA: 1

Seattle Supersonics: 1979
- 2 volte NBA All-Star (1971, 1972)